# Comunitat de comunes del País de La Gacilly
La Comunitat de comunes del País de La Gacilly (en bretó Kumuniezh kumunioù Bro Gazilieg) és una estructura intercomunal francesa, situada al departament d'Ar Mor-Bihan a la regió Bretanya, al País de Redon i Vilaine. Té una extensió de 189,14 kilòmetres quadrats i una població de 10.480 habitants (2006).

## Composició
Agrupa 9 comunes :
- Carentoir ;
- La Chapelle-Gaceline ;
- Cournon ;
- Les Fougerêts ;
- La Gacilly ;
- Glénac ;
- Quelneuc ;
- Saint-Martin-sur-Oust ;
- Tréal.

## Administració
| Data d'elecció                             | Identitat         | Partit | Qualitat |
| ------------------------------------------ | ----------------- | ------ | -------- |
| 2008-                                      | Pierrick Lelièvre |        |          |
| Les dades anteriores no són pas conegudes. |                   |        |          |
|                                            |                   |        |          |